# Hikvision
La Hangzhou Hikvision Digital Technology Co., Ltd., conosciuta globalmente come Hikvision, è uno dei principali produttori cinesi nel campo dei sistemi di videosorveglianza e sicurezza. Fondata nel 2001 e con sede a Hangzhou, in Cina, l'azienda è rinomata per la sua innovazione nel settore e la produzione di soluzioni avanzate, inclusi dispositivi SSD.
La maggioranza delle azioni dell'azienda è detenuta dal governo cinese, e Hikvision è attualmente quotata alla Borsa di Shenzhen.